# ベルジャーンシクの戦い
ベルジャーンシクの戦い（ベルジャーンシクのたたかい）は、2022年のロシアによるウクライナ侵攻におけるウクライナ南部攻勢の際にロシア軍とウクライナ軍との間で行われた軍事交戦である。マリウポリ包囲戦の支援に向かう南部戦線のロシア軍が、アゾフ海北岸の港湾都市ベルジャーンシクを占領した。
ウクライナ軍はその後、ミサイルなど長距離兵器でベルジャーンシクのロシア軍を攻撃している（後述）。

## 戦闘経過
ロシア軍はメリトポリを占領した後（メリトポリの戦い）、北東のトクマクへと移動して同市を包囲し、ウクライナ東部攻勢の一環としてドネツク人民共和国から移動したロシア軍が攻撃を行っているマリウポリに向かう途中でベルジャンシクに向けて東に移動した。
2月26日、ロシア軍はベルジャーンシク港とベルジャーンシク空港を占領した。
2月27日、ロシア国防省はベルジャーンシクを包囲したと発表した。その後、夕方18:00頃にロシア軍の兵士が街に入ったと報じられた。22:00頃、ベルジャーンシク市長のOleksandr Svidloは、ロシア軍が全ての行政庁舎を制圧したと発表した。ロシアのブークミサイルシステムもベルジャーンシクで発見された。
2月28日、ザポリージャ州地域当局によると、ロシア軍がベルジャーンシクを制圧し、市警察は解散、市当局はロシア軍との協力を拒否したとされると発表した。ロシア国防省はロシア軍が同市を奪取したことを認めた。地元当局の発表によると、戦闘中に1人が死亡し、1人が負傷した。

## ロシア軍による占領後
Svidloによると、ロシア軍は2月28日にベルジャーンシクを去ったが、ロシア憲兵隊の分遣隊が市内に残ったという。ロシア軍は東部攻勢に加わるためにマリウポリに向けて移動し、同市を包囲した。マリウポリ到達により、ヘルソン攻勢の部隊はクリミアとドネツク人民共和国を結ぶ陸路を確立した。

## ウクライナ軍による長距離攻撃
2022年3月24日、ウクライナ軍はベルジャーンシク港攻撃を実行し、入港していたロシア海軍の揚陸艦1隻を撃沈した。
2023年5月21日、ウクライナ軍はベルジャーンシクのロシア軍本部を攻撃して損害を与えたと発表し、ロシア軍は英国製巡航ミサイル「ストームシャドー」が投入されたと主張している。